# Mōryō
Mōryō ou mizuha (魍魎, 罔両, ou 美豆波), est un terme collectif pour les esprits des montagnes et des rivières, des arbres et des roches, ainsi que les mononoke qui vivent dans des endroits comme les cimetières, ou les kappa et divers autres yōkai. Le terme mizu no kami existe aussi pour les désigner.

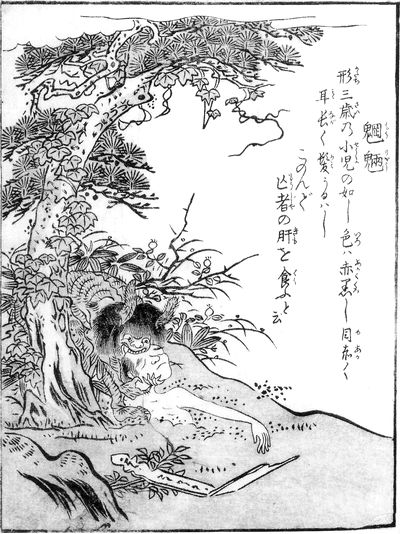
extrait du Konjaku Gazu Zoku Hyakki de Toriyama Sekien

À l'origine, ce sont des esprits de la Nature en Chine. Dans le Huainanzi, il est dit que les « mōryō ont la forme d'un enfant d'un à trois ans, sont de couleur rouge foncé, ont les yeux rouges, de longues oreilles, et de beaux cheveux ». Dans le Bencao gangmu, on trouve l'affirmation que les « mōryō aiment manger les entrailles des morts. Ils procèdent alors aux « Rites de Zhou », prennent un poignard et entrent dans le trou de la tombe où ils apportent la destruction. De sa vraie nature, le mōryō a peur des tigres et des chênes et porte le nom 弗述. Ils vont sous terre et mangent les cerveaux des morts mais il est dit que quand un chêne est pressé contre leur cou, ils meurent. Ce sont ceux appelés mōryō ».
En ce qui concerne leur habitude de manger les entrailles des morts, au Japon les mōryō sont parfois considérés être les mêmes que les yōkai qui volent les cadavres des morts, c'est-à-dire les kasha et on peut voir des exemples où des histoires semblables à celles des kacha sont classées sous l'appellation « mōryō ». Dans l'essai Mimibukuro de Negishi Shizumori à l'époque d'Edo, un fonctionnaire du gouvernement nommé Shibata a un loyal serviteur qui un soir déclare : Je ne suis pas un être humain, mais un mōryō et il démissionne. Lorsque Shibata en demande la raison au serviteur, celui-ci répond que c'est parce que comme c'est maintenant à son tour de jouer le rôle de voler un cadavre, il doit se rendre dans un certain village. Le lendemain, le serviteur a disparu et à un enterrement dans le village qu'il a mentionné, quelques nuages sombres s'assemblent soudain et quand les nuages ont disparu, il est dit que le cadavre a disparu du cercueil.

## Source de la traduction
- (en) Cet article est partiellement ou en totalité issu de l’article de Wikipédia en anglais intitulé « Mōryō » (voir la liste des auteurs).